# Aalter
Aalter ist mit einer Fläche von 119 km² eine der größten Gemeinden der Provinz Ostflandern in Belgien. Sie liegt im sogenannten Meetjesland und hat 29.787 Einwohner (1. Januar 2024).

## Geschichte
Archäologische Funde aus den letzten Jahrzehnten zeigen, dass das Gemeindegebiet von Aalter bereits in der Vorgeschichte bewohnt war. Es wurde eine Anzahl von Steinartefakten auf paläontologischen Fundstätten gefunden, die auf die Jahre 3000 bis 2000 v. Chr. zu datieren sind. Archäologen fanden auch Überreste eines bronzenen Beils, das nach Untersuchung wohl zwischen 1200 und 1000 v. Chr. angefertigt wurde.
Der Name Aalter tauchte 974 bei der Schenkung eines Teiles des Landgutes Villa Halef(e)tra durch Graf Diederik von Westfriesland an die Genter Sankt-Peters-Abtei zum ersten Mal auf. Dieser Name ist möglicherweise vom Germanischen halahdrja abgeleitet, was Wacholderstrauch bedeutet. Villa Haleftra soll sich auf dem heutigen Markt befunden haben, nahe der heutigen Kirche. Das Landgut war von Feldern umringt (campis), Ackern (agris), Wiesen (pratis), Weiden und Wäldern. 840 und 1112 kommt der Name Haltra vor.
Bis 1800 bestand die administrative Organisation aus Grundherrschaften, die sich oft über eine Anzahl von Pfarreien erstreckten, darunter das wichtigste, das Land van de Woestijne, welches eine gräfliche Domäne rund um das Woestijnengut war. Diese erstreckte sich sowohl über Aalter als auch über Knesselare und hatte einige Enklaven in Bellem.
Aalter spielte eine wichtige Rolle im Genter Aufstand gegen den Grafen. 1379 schlugen die Weißdecken (Witte Kaproenen) auf Aalter Gebiet die Brügger Kanalgräber.

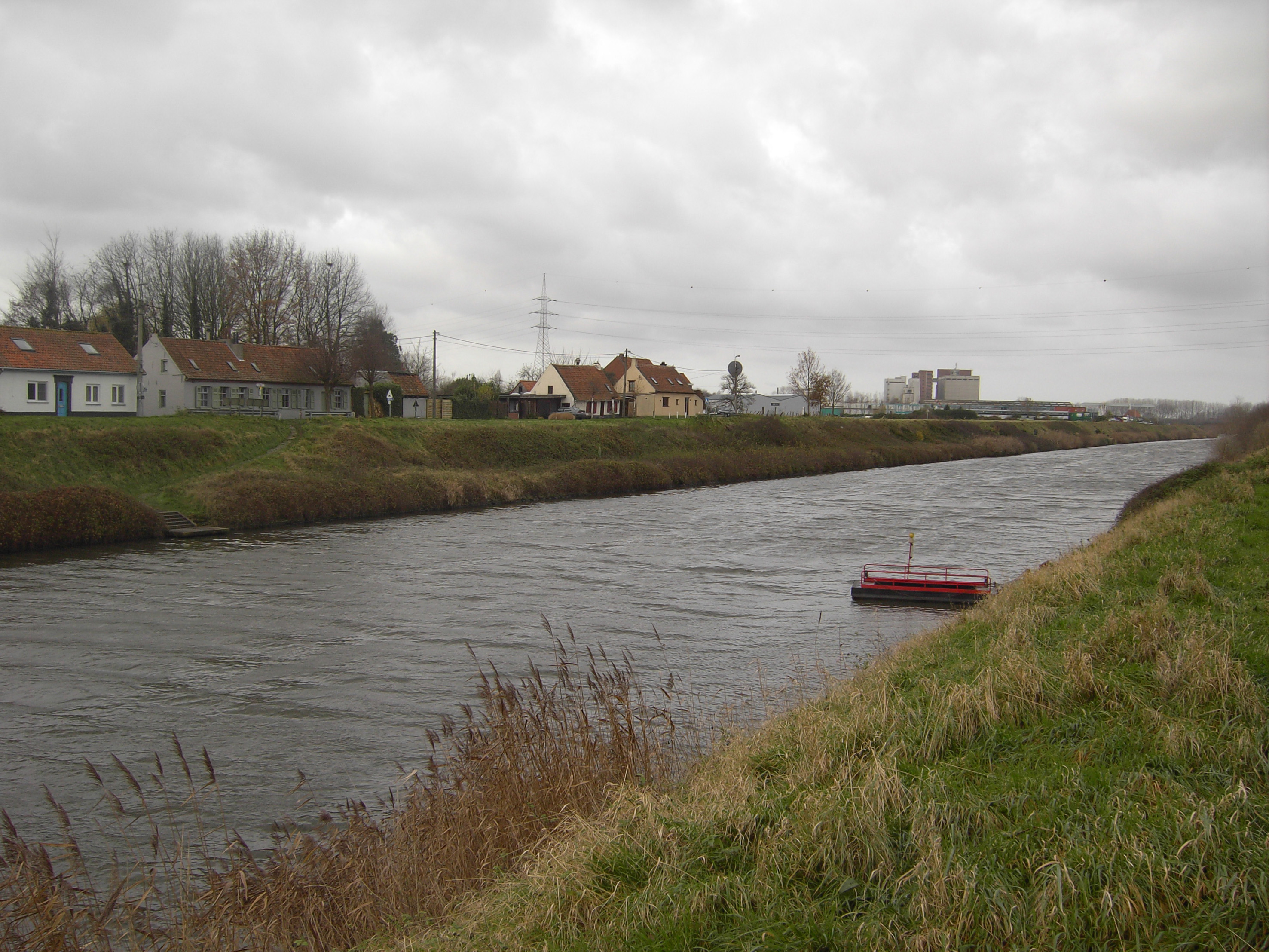
De overzetboot am Kanal in Aalter

Das Ausheben des Südleiekanals von 1613 bis 1623 im Stromgebiet der Durme war für den Ort eine äußerst belangreiche Angelegenheit. Am Kanal wurden zur Verteidigung gegen die Holländer eine Reihe von Festungen gebaut. Es wurde auch ein Fährdienst eingeführt, der erst Ende Juni 2008 abgeschafft wurde. Es handelte sich um den einzigen am gesamten Kanal. 1187 lag in Oostmolen eine Wassermühle, in der die Aalter Bewohner ihr Korn mahlen lassen mussten. Bevor der Kanal im Flussbett der Südleie und der Durme gegraben wurde, gab es drei Brücken über er die Gewässer: die Geetbrug, die Woestijnebrug über die Südleie und die Oostmolenbrug über die Hoge Kale. Als der Südleiekanal schließlich ausgehoben wurde, mussten die Brücken weichen. Ab 1617 wurden Nord- und Südseite durch ein Übersetzerboot miteinander verbunden. Die erste Brücke in Aalter stammt aus dem Jahre 1775.
Die erste Eisenbahnverbindung wurde 1838 angelegt, so dass Aalter nun auch durch die Eisenbahn mit den größeren Städten verbunden war. Am 12. August 1838 wurde der Aalter Bahnhof eröffnet.
Hauptbeschäftigung war der Landbau, das Hausgewerbe (Heimindustrie) sorgte für zusätzliches Einkommen. Die erste echte Fabrik stand in der heutigen Teilgemeinde Bellem. Ab etwa 1800 verschaffte die Manufaktur während ihrer Blütezeit 500 Personen Arbeit und Einkommen.
1918 wurde der oberste Teil der Turmspitze der St. Corneliuskirche durch deutsche Truppen gesprengt, was auch einigen Schaden am Dach anrichtete. Die Kirche war 15 Jahre zuvor renoviert und stark vergrößert worden. Die Schäden wurden zwischen 1921 und 1923 nach den neogotischen Plänen von 1902 des Architekten Camille Goethals wieder beseitigt. Die ältesten Teile der Kirche (nun vollständig neu) gehen zurück auf das zwölfte oder dreizehnte Jahrhundert.
Aalter wurde 1944 durch Soldaten der ersten polnischen Panzerdivision befreit. In Ter Walle wurde ein Denkmal für diese Division von General Maczek errichtet. 1962 wurde ein Industriegebiet mit einer Größe von mehr als 125 ha angelegt, so dass Aalter zu einem Mittelzentrum mit rund 19.000 Einwohnern heranwuchs.

## Wappen

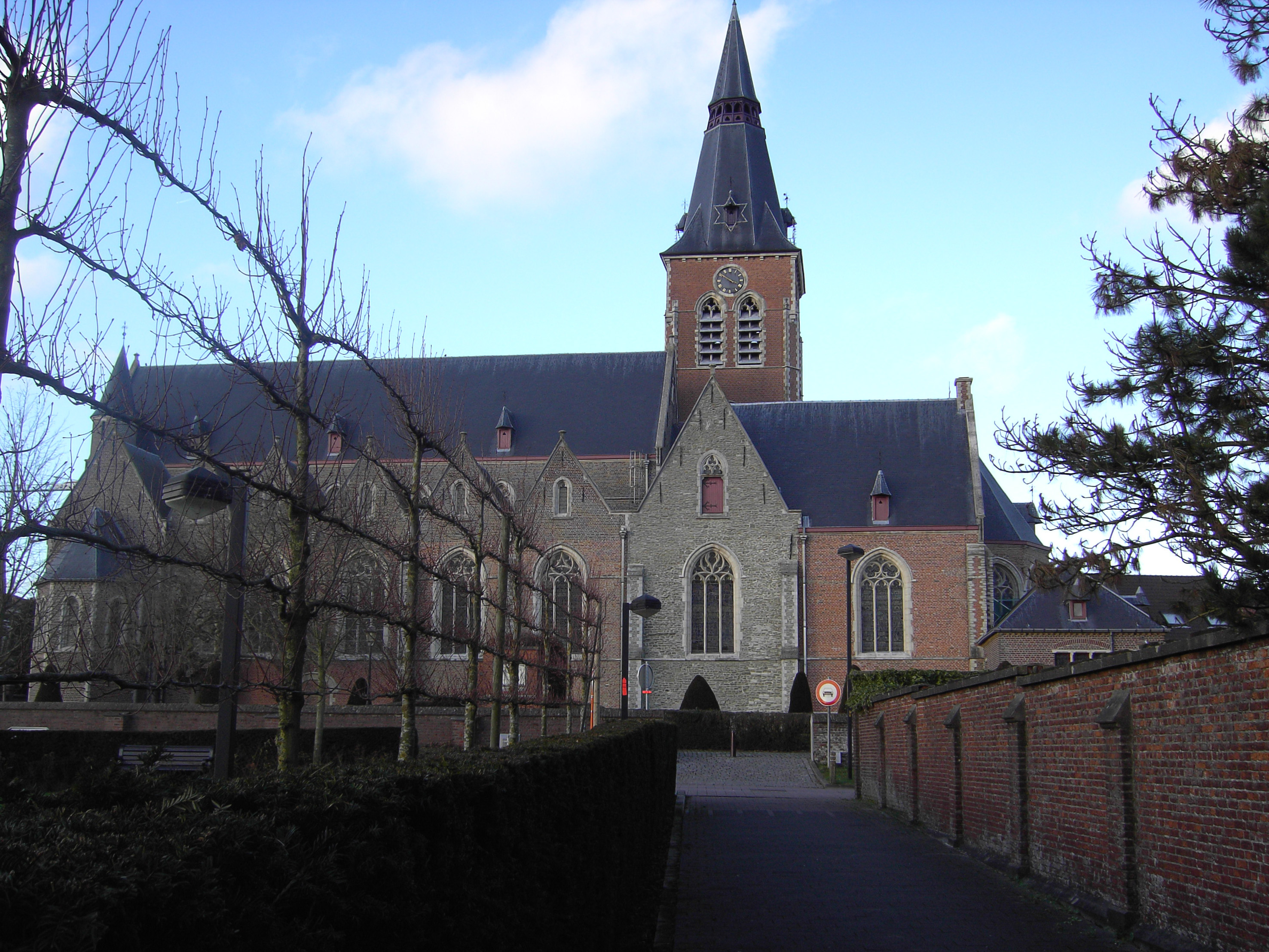
Sint-Corneliuskerk

Aalter gebrauchte vor der Eingliederung der anderen Gemeindeteile am 1. Januar 1977 ein Wappenschild mit rotem Andreaskreuz auf silbernem Grunde. Nach der Eingemeindung wurden im neuen Schild auch heraldische Elemente der Teilgemeinden eingebracht. Das heutige Wappen zeigt zum einen ein silbernes Ankerkreuz auf rotem Grund – dem ursprünglichen Wappen der Herren der Woestine entnommen – und zum anderen ein goldenes Schildhaupt mit einem schwarzen rotbewehrt- und bezungten gehenden Löwen, wie jener aus dem Siegel der Herren von Poeke.

## Sehenswürdigkeiten
Sehenswert sind die spätgotische St. Cornelius-Kirche und die Burg Nobelstede aus dem 16. Jahrhundert. Ansonsten verfügt Aalter über eine schöne Naturlandschaft.

## Geografie und Stadtgliederung
Aalter besteht aus den früheren Gemeinden Aalter, Bellem, Lotenhulle und Poeke, die seit der Kommunalreform vom 1. Januar 1977 die neue Gemeinde Aalter bilden. Zum 1. Januar 2019 kam noch die Gemeinde Knesselare mit dem Ortsteil Ursel hinzu. Neben seinem eigentlichen Gemeindekern umfasste Aalter von jeher auch noch zwei andere Dörfer, Aalter-Brug und Maria-Aalter. Diese waren niemals eigenständig und werden deshalb auch nicht als Teilgemeinde, sondern als direkt angeschlossene Teile angesehen.
| Name                                      | Fläche (km²) | Einwohnerzahl (01/01/2006) |
| ----------------------------------------- | ------------ | -------------------------- |
| Aalter -Aalter -Aalter-Brug -Maria-Aalter | 46,35        | 13.771                     |
| Bellem                                    | 12,08        | 2.265                      |
| Knesselare                                | 16,55        | ?                          |
| Lotenhulle                                | 17,66        | 2.314                      |
| Poeke                                     | 5,82         | 535                        |
| Ursel                                     | 20,77        | ?                          |

Quelle:Gemeinde Aalter
Die Gemeinde liegt in Flandern auf halber Strecke zwischen Gent und Brügge, in der Mitte des Dreiecks Eeklo-Deinze-Tielt.

### Aalter-Brug

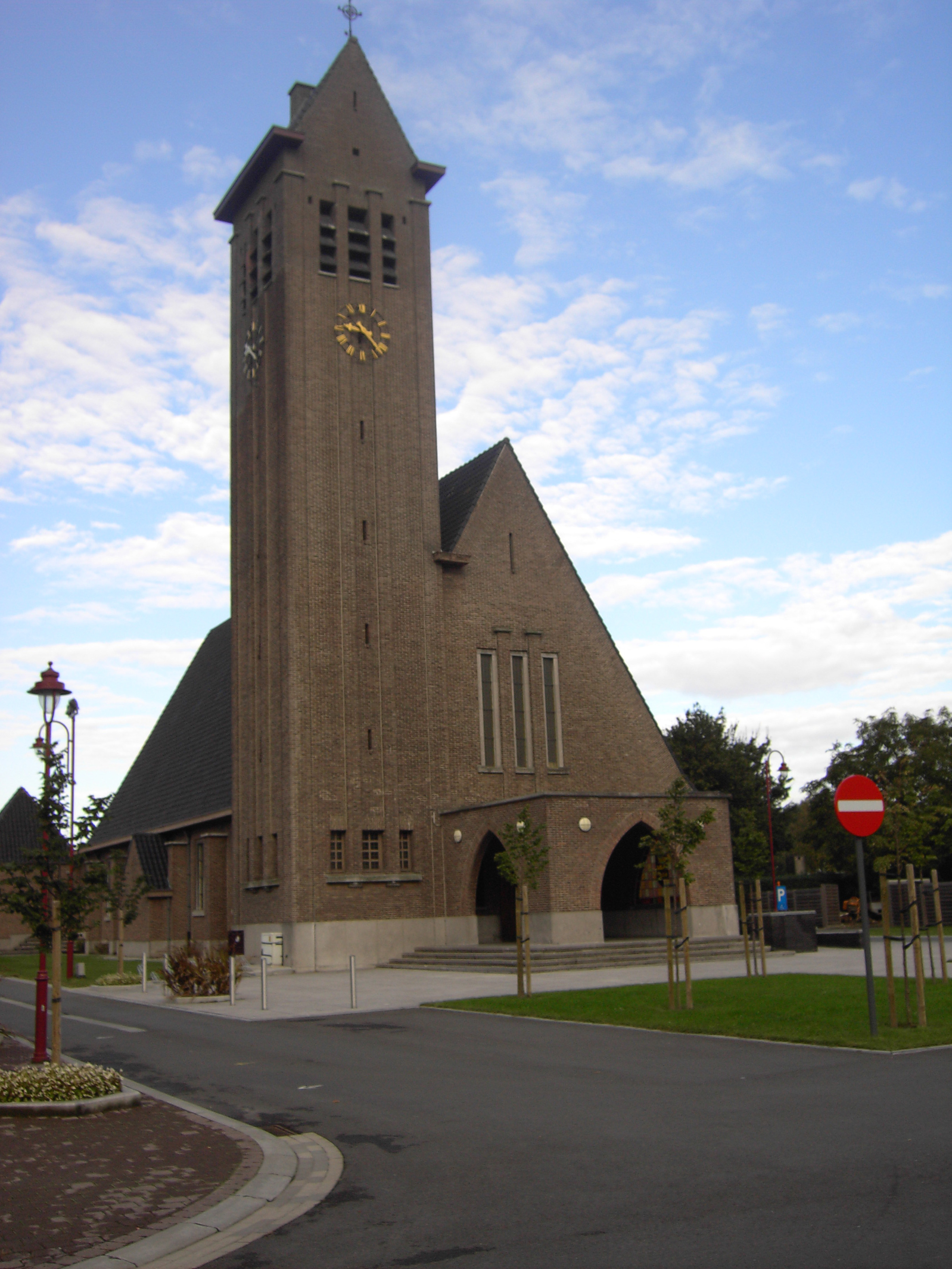
Kirche von Aalter-Brug

Der Flecken ist auf halbem Wege zwischen Gent und Brügge als Zwischenstoppmöglichkeit entstanden. Bereits 1624 gab es ein Marktschiff zwischen Aalter und Gent. Das führte zur Einrichtung von Herbergen und zur Entstehung eines Wohndorfs. 1775 wurde die erste Brücke über den Kanal gelegt, von der sich der Name des Wohnkerns ableitet. 1938 wurde eine eigene Kirche errichtet, seit 1950 Kirche der St. Godelievepfarrei.
Funde reichen hier bis in die Vorgeschichte zurück. Unter anderem hat man einen eisenzeitlichen Kultplatz und zahlreiche Spuren der mittelalterlichen Bewohnung des Ortes gefunden. Hier befand sich auch das sogenannte Woestijnegoed, Residenz der Herren van de Woestijne, die während des Ancien Regimes Herren von Aalster und Knesselare waren. Die erhaltenen Bauten in Aalter-Brug gehen maximal bis 1895 zurück.

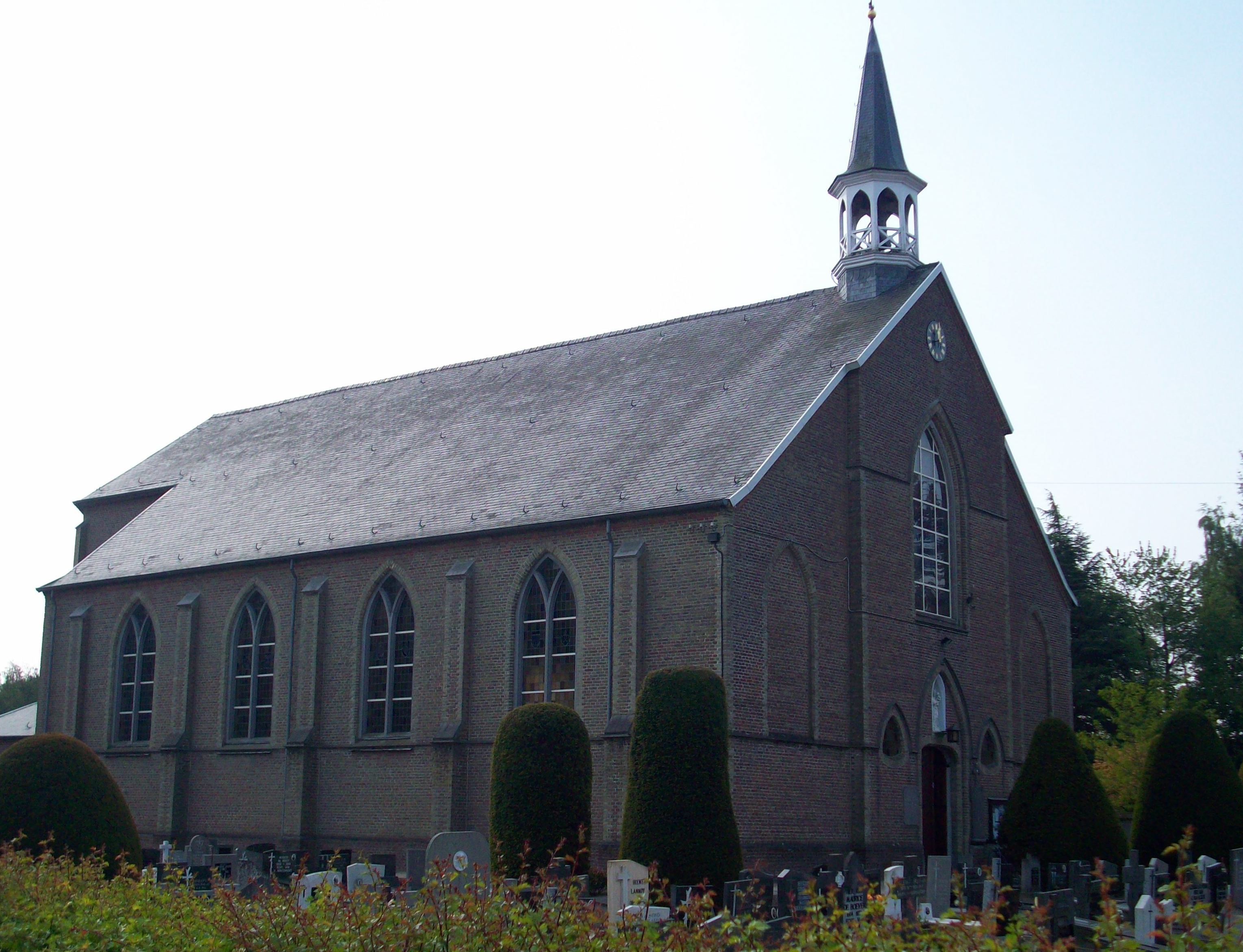
Kirche von Maria-Aalter

### Maria-Aalter
Maria-Aalter, auch Sint-Maria-Aalter genannt, liegt an der Grenze zu Westflandern. Obwohl hier schon einige Hufen im Mittelalter existierten, wurde das Gebiet 1578 während des Geusenaufstandes zu einer Wüstung und verlassen. Der heutige Siedlungskern entwickelte sich erst mit dem Beginn des 19. Jahrhunderts und gipfelte im Bau der neuen Kirche. Auf die Bevölkerung von Maria-Aalter wurde bis zur zweiten Hälfte des 20. Jahrhunderts herabgesehen. Viele Bewohner verdienten ihr Auskommen durch Saisonarbeit in Frankreich. Aus diesem Landstrich kam es auch zu einer regelrechten Massenauswanderung in die Vereinigten Staaten.

### Bellem
Der Dorfkern von Bellem liegt südlich des Kanals Gent – Brügge. Das Dorf ist bekannt für seine alten Landbaugründe im nördlichen Gebietsteil. Das Gebiet liegt im westlichen Ausläufer der flachen Landschaft der flämischen Vallei.
Sehenswert ist das Grammenshaus, Geburtshaus von Flor Grammens (1899–1985). Das ursprüngliche historische Museum des flämischen Streits („Historisch Museum van de Vlaamse Strijd“) ist 1995 in das Ĳzerbedevaartmuseum in Diksmuide integriert worden, weil vor Ort dafür zu wenig Interesse bestand. Heute beherbergt das Geburtshaus daher noch eine biographische Ausstellung über Flor Grammens und sein Wirken.
Die Liebfrauenkirche stammt mit ihren ältesten Teilen aus dem 16. Jahrhundert. Die Kirche wurde auf dem Gebiet erbaut, an dem im 13. Jahrhundert die Pfarrei Betlehem bestand. Die Kirche bestand lange Zeit nur aus einem Mittelschiff und einem nördlichen Kirchenschiff. Im Laufe der Zeit wurde an der Südseite ein Kapellenschiff angebaut. Im Jahre 1847 wurden große Veränderungen vorgenommen, als das fünfjochige südliche Schiff angebaut und das nördliche Seitenschiff um ein Joch verlängert wurde. Der zuvor alleinstehende Westturm wurde so Teil der Kirche. 1872 wurde die Kirche renoviert und erweitert. 1944 wurde die Kirche von Angehörigen der deutschen Wehrmacht auf ihrem Rückzug in Brand gesteckt. Nach dem Krieg wurde sie wiederhergestellt und dabei nochmals vergrößert.
Während der Restaurierungsarbeiten an der Kirche wurde die Kapelle von Bellem teilweise angepasst, um das kirchliche Leben Bellems vorübergehend zu beherbergen. Heute ist diese Kapelle, die schon vor längerer Zeit profaniert wurde, zu einer Familienwohnung umgebaut.
Auch ein historisch wichtiges Denkmal ist der Bellemer Taubenturm. Er ist einer von drei typischen und seltenen Taubentürmen.

### Lotenhulle

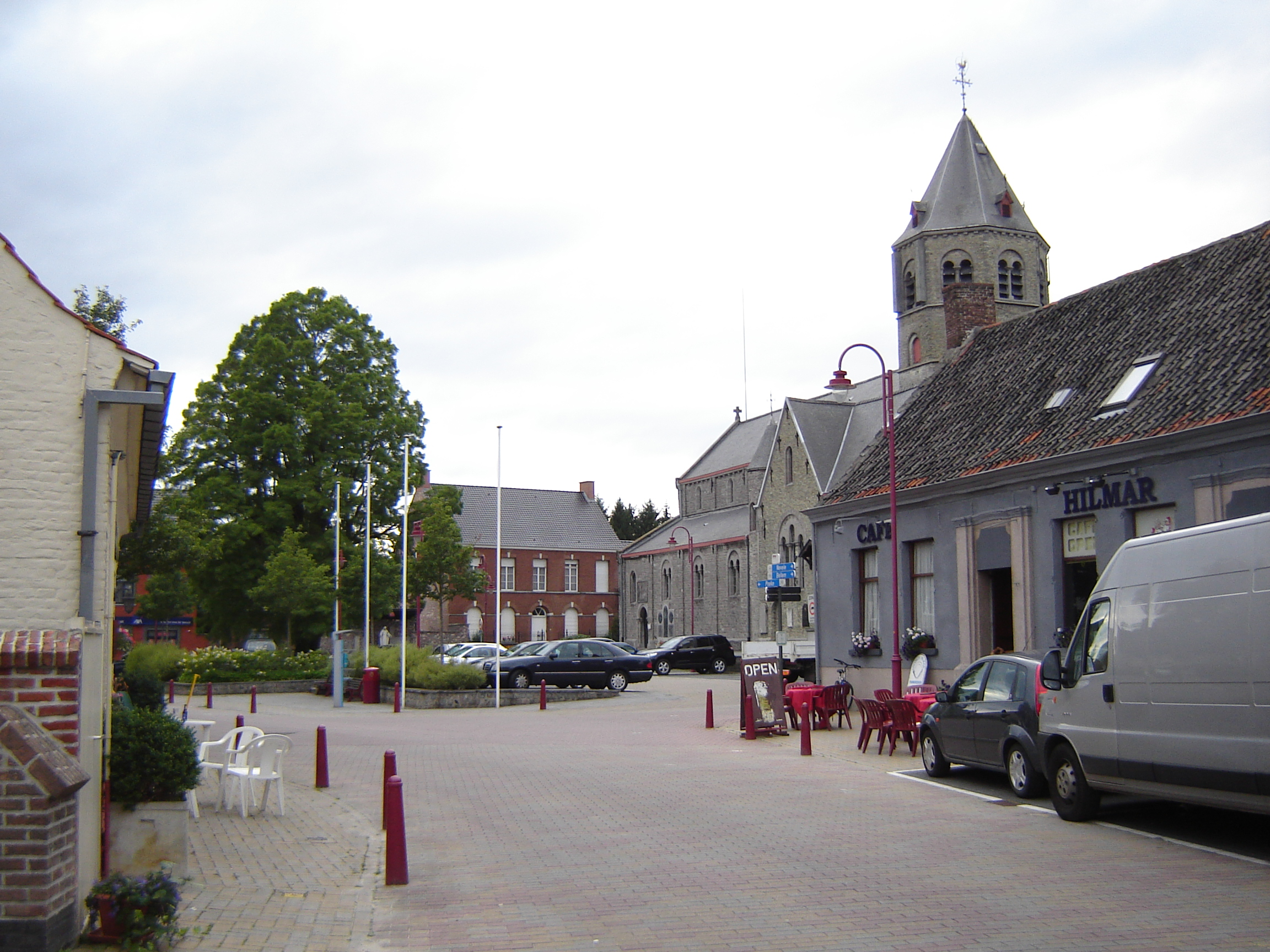
Dorfzentrum, mit Heiligkreuzkirche

Der Name hat einen fränkischen Ursprung. Lo kommt von Lauha, was „kleines waldreiches Gebiet“ bedeutet, und hulle kommt von hulja, was sandiger Grund oder Gefälle/Helling bedeutet.
Zur Unterscheidung von Lochristi, welches ursprünglich Lo hieß, wurde ten Hulle an den Namen hinzugefügt. Örtlich wird noch stets von Lue gesprochen. Ten hulle oder Ta Hulja (auf dem Hügel) verweist auf den Vegetationskamm, der nach der letzten Eiszeit übrig blieb. Die Römer bauten darauf eine Heerstraße. An die römische Heerstraße erinnert die heutige „Heirstraat“, die streckenweise deren Verlauf folgt. Die Heirstraat ist ein Überbleibsel des alten Weges zwischen Brügge und Oudenaarde.
Sehenswert ist die Heiligkreuzkirche von Lotenhulle.

### Poeke
Poeke wird 1139 als Poca genannt. Verschiedenen Quellen zufolge bezeichnet Poeke zu viel wie beek (Bach), einer anderen Quelle zufolge könnte Poca von einem keltischen Wort für „angenehm“, „schön“ abgeleitet sein.
Nördlich vom Dorfzentrum verläuft der Poekebeek. Das Wappen der ehemals eigenständigen Gemeinde zeigt einen gespaltenen Schild, mit einem goldenen rotbewehrten und -bezungten nach rechts blickenden Adler auf blauem Grund im rechten Felde, stehend für die Familie de Preud’homme d’Hailly de Nieuport, Burggrafen von Nieuwpoort und Herren von Poeke. Im linken Feld befindet sich das Wappen der „here van Pooc“ aus dem 14. Jahrhundert, ein schwarzer Löwe mit roter Bewehrung und Bezungung auf goldenem Grunde. Das Wappen wurde durch Dekret der niederländischen Regierung vom 3. Dezember 1817 zuerkannt.

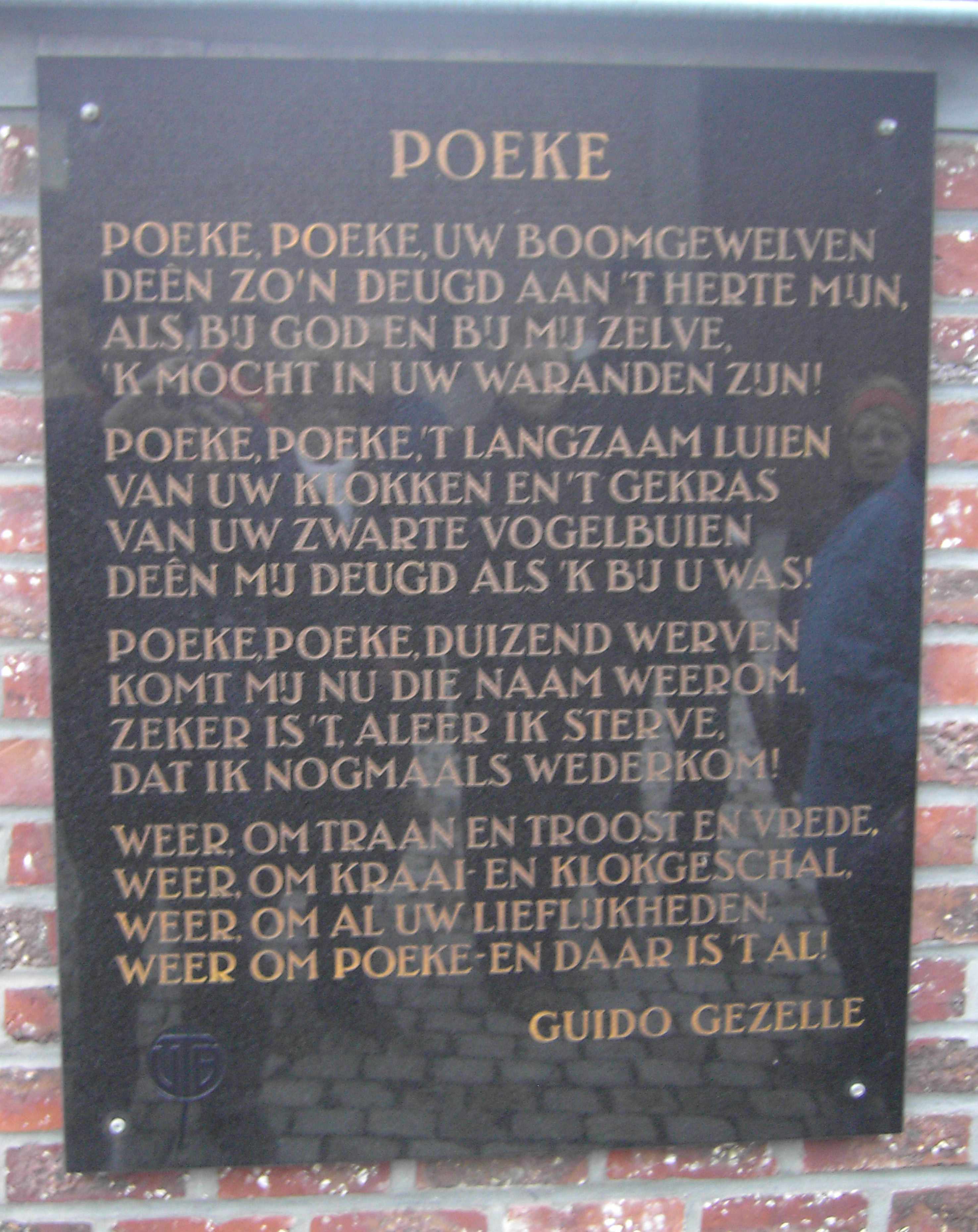
Das Gedicht Guido Gezelles über Poeke

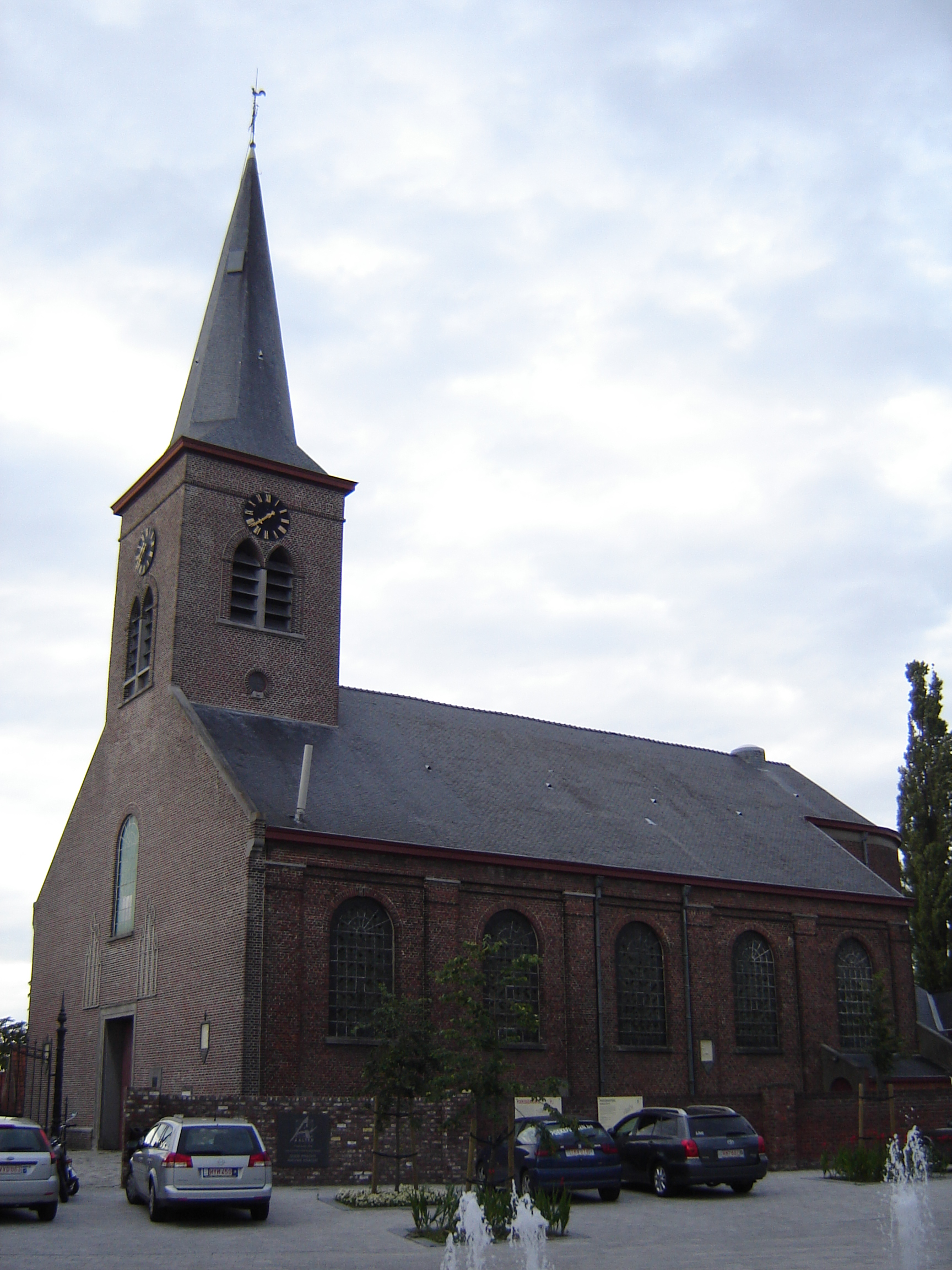
Dorfplatz mit St. Lambertkirche
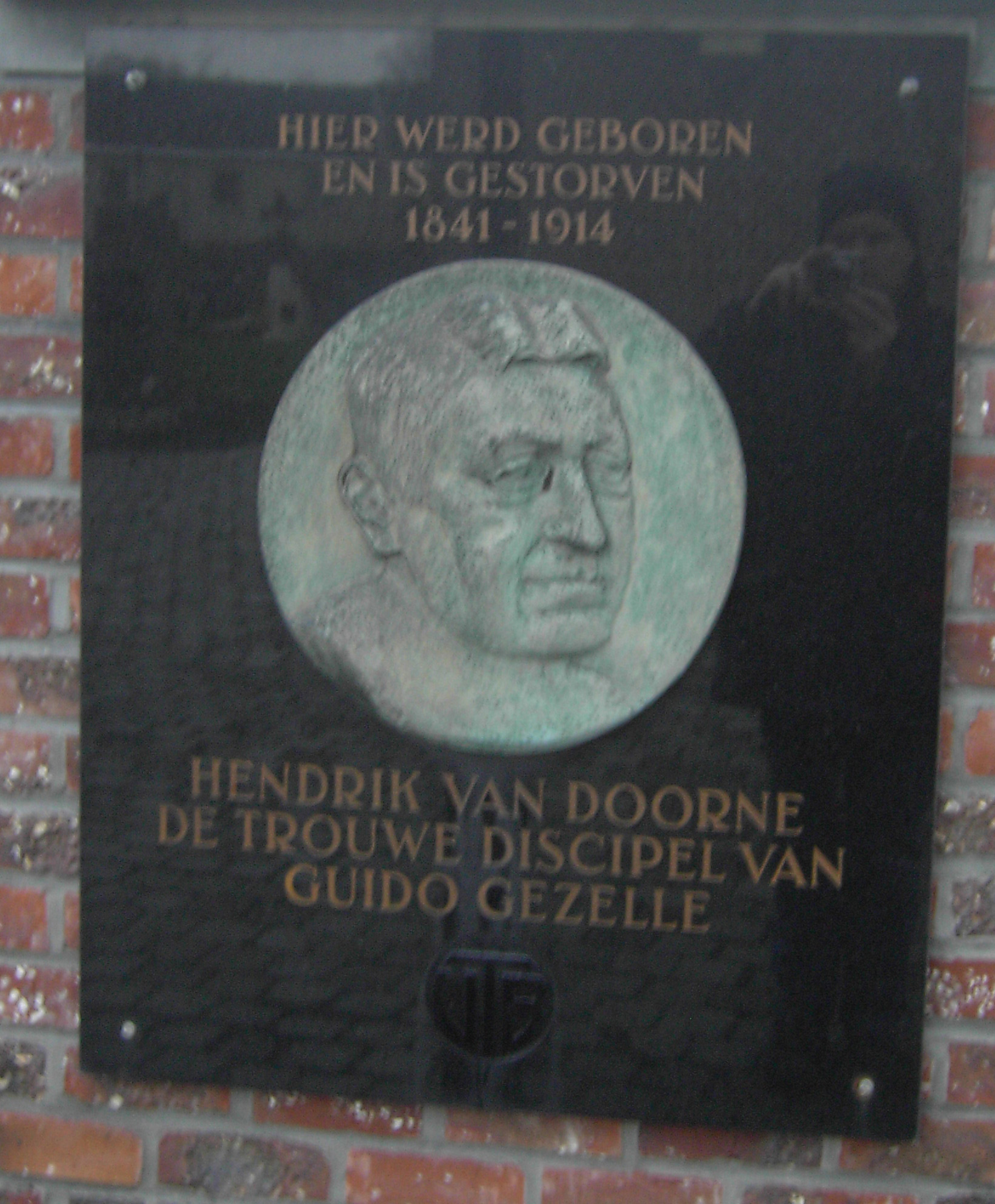
Hendrik Van Doorne.
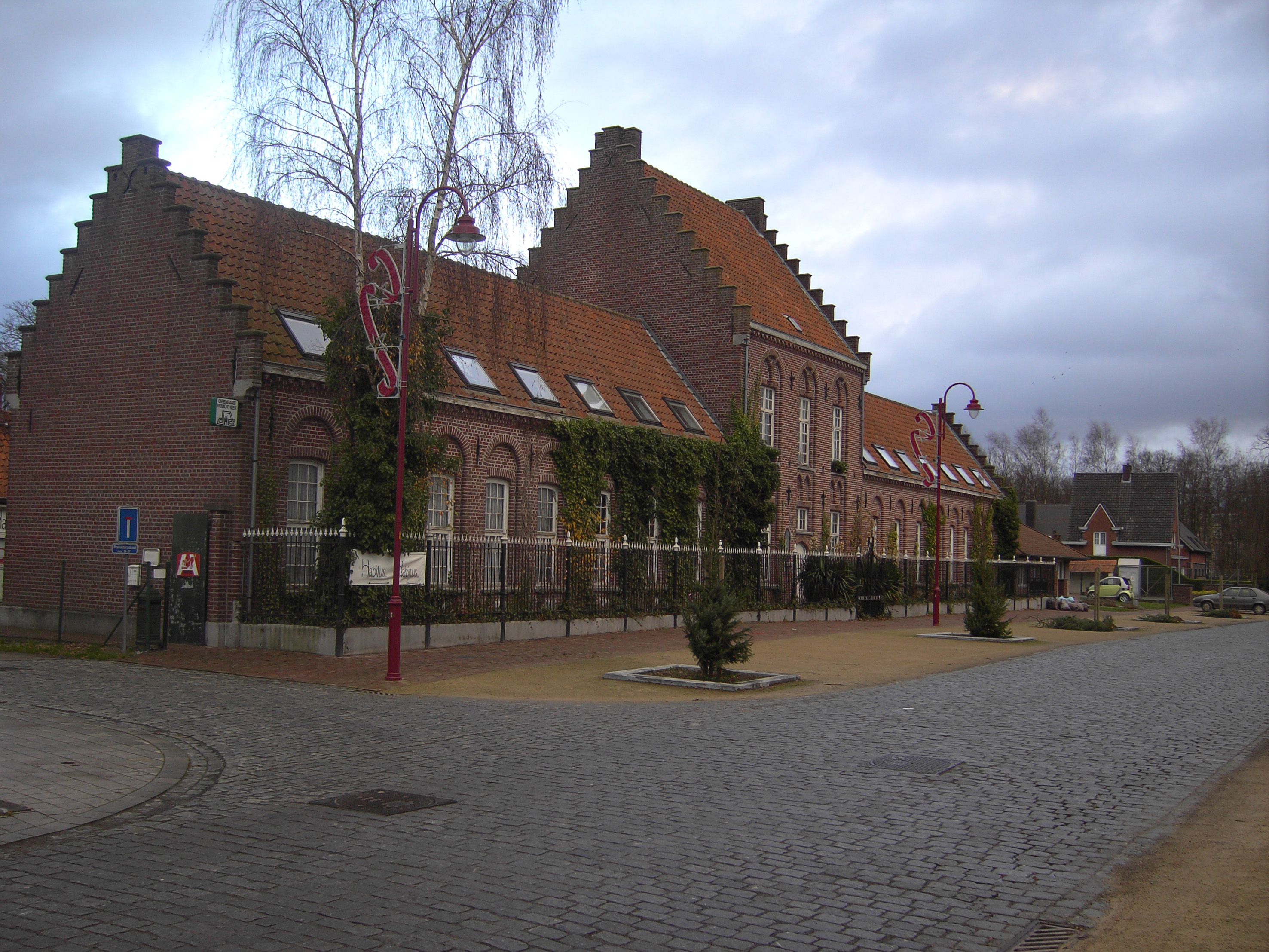
Das einstige Gotteshaus von 1896.
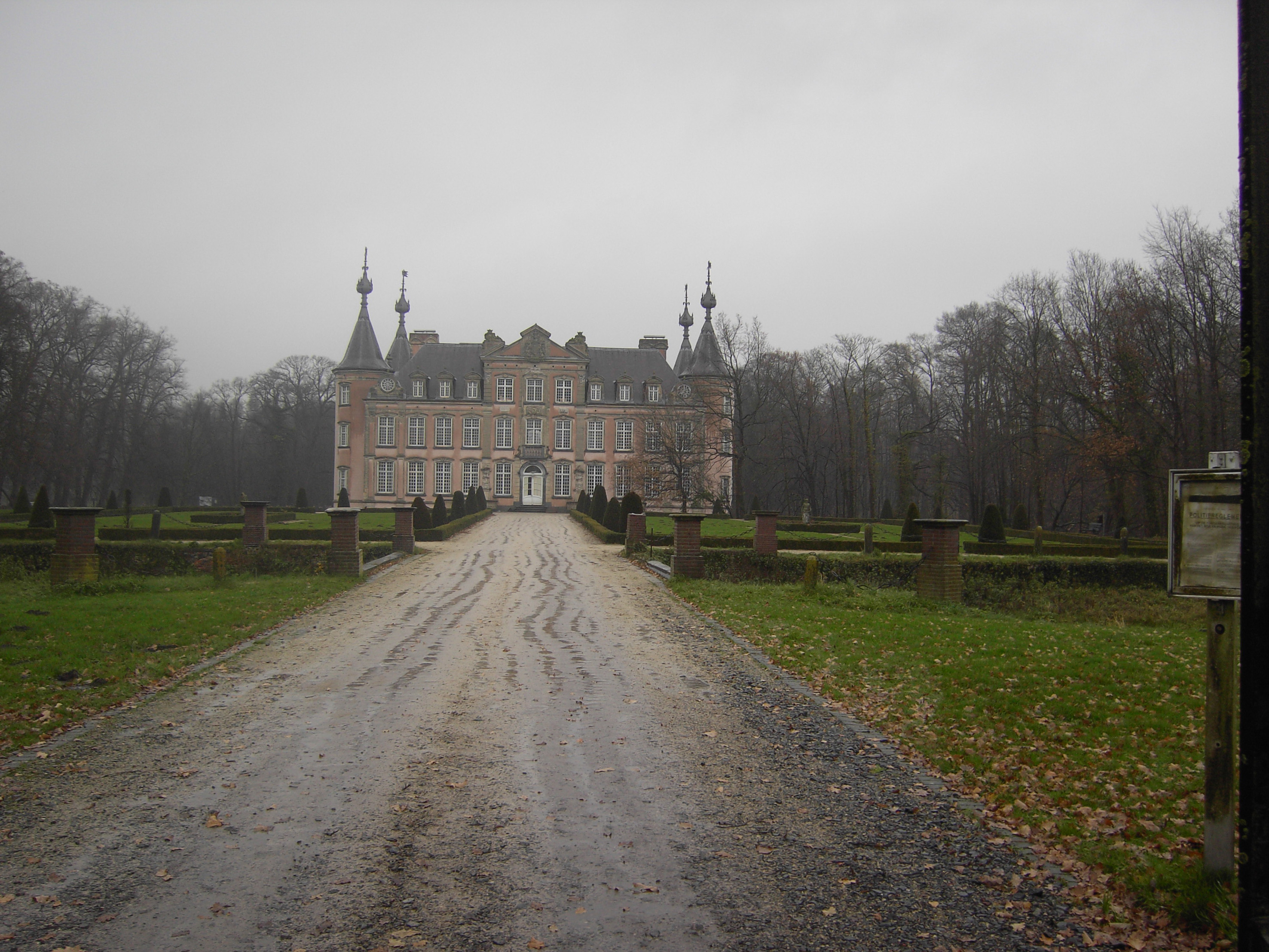
Das Schloss von Poeke
Wappen von Poeke

Sehenswert in Poeke sind:
- Das Wasserschloss von Poeke sowie dessen zugehörige Domänen, das Natuureducatief Centrum (NEC), der Poekepark und der Hondenkennel.
- Die Artemeersmühlen wurden 1810 in der jetzigen Artemeersstraat auf der Grenze zwischen Poeke und Kanegem als Korn- und Ölmühlen errichtet.
- Die St. Lambertkirche wurde 1842 am Standort einer älteren gotischen Kirche errichtet. Über dem Hauptaltar hängt ein bekanntes, von P. Beenaerts gemaltes Bildnis des hl. Lambertus aus dem Jahre 1662. Von ihm stammt auch das Bildnis des hl. Hubertus über dem Altar Johannes des Täufers. Der Hauptaltar selbst enthält als Antependium einen aus dem arduinen Prachtgrab Jans III. von Poeke stammenden Stein, er war der letzte Abkömmling der ursprünglichen Herren von Poeke. Schöne Grabmonumente von Abkömmlingen der Familie Preudhomme d’Hailly befinden sich im hinteren Teil der Kirche und an der Außenseite am Chorgemäuer. Die Orgel aus dem Jahre 1831 ist durch den Neveler Orgelbauer Leo Lovaert (1802–1872) geschaffen worden.
- Het Kasteelke an der Knokstraat wurde durch Alfred und Isabelle Preudhomme im Jahre 1872, als die Familia das Wasserschloss von Poeke an die Familie Pycke de Peteghem verkaufte, errichtet.
- Das vormalige Rusthuis oder Godshuis wurde zwischen 1894 und 1896 erbaut. Teilweise dient es als Gemeindebibliothek, teilweise wird es untervermietet.

Der bekannte westflämische Dichter Guido Gezelle kam regelmäßig auf Besuch nach Poeke. Er verblieb dann im Kloster, wo er Gedichte schrieb. Auch Poeke wird in einem gleichnamigen Gedicht beschrieben. Dafür wurde er mit einem Straßennamen geehrt. Sein getreuer Schüler Pfarrer Hendrik Van Doorne wurde dort als Sohn eines Notars 1841 geboren und starb auch 1914 dort.

## Bevölkerungsentwicklung
- Quellen:NIS, www.meetjesland.be und Gemeinde Aalter – Anmerkung:1806 bis 1991=Volkszählungen; 1977, 2002 und 2007=Einwohnerzahl am 1. Januar
- 1977: Eingemeindung von Bellem, Lotenhulle und Poeke

## Verkehr

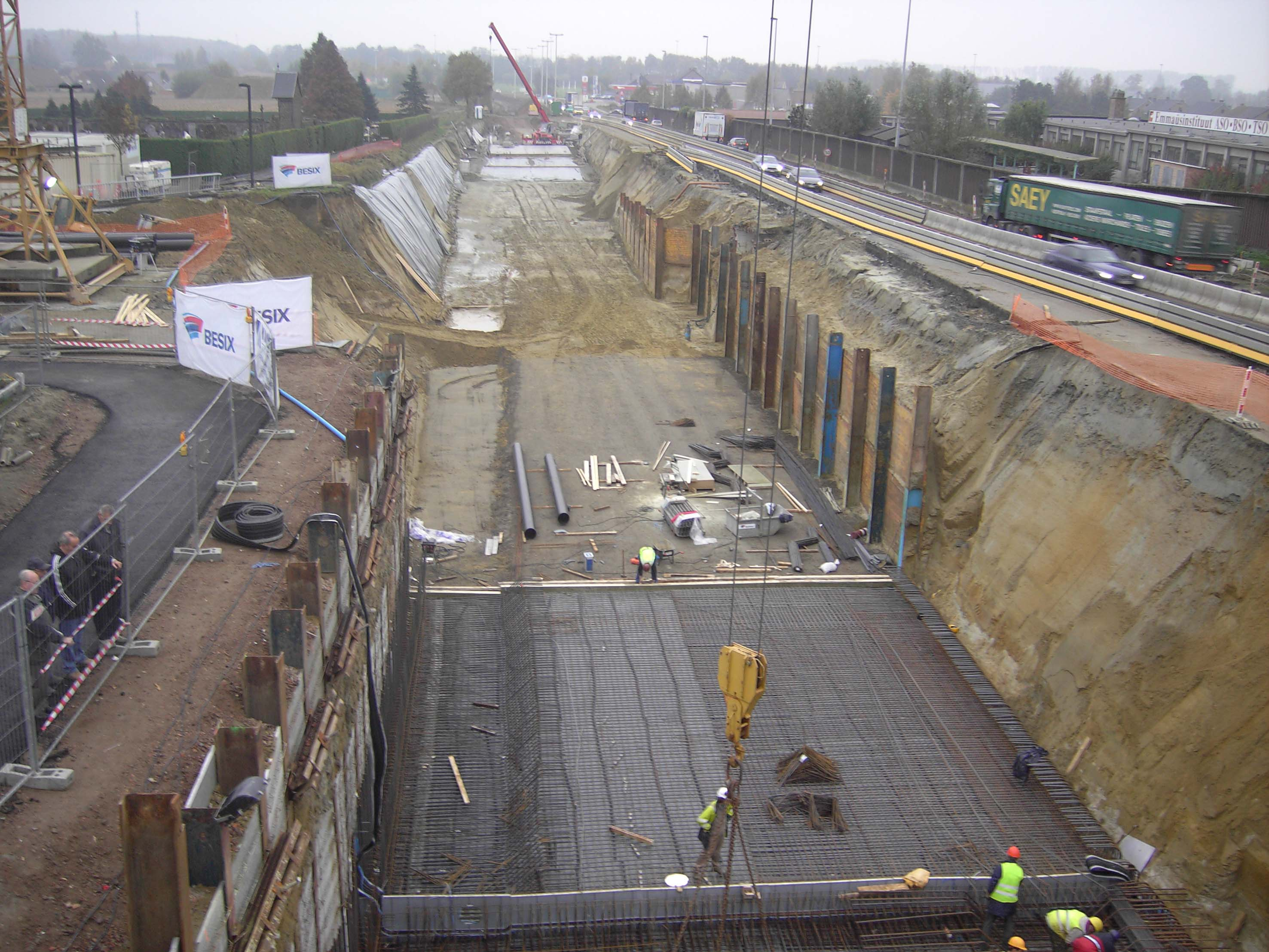
Tunnelarbeiten an der N44

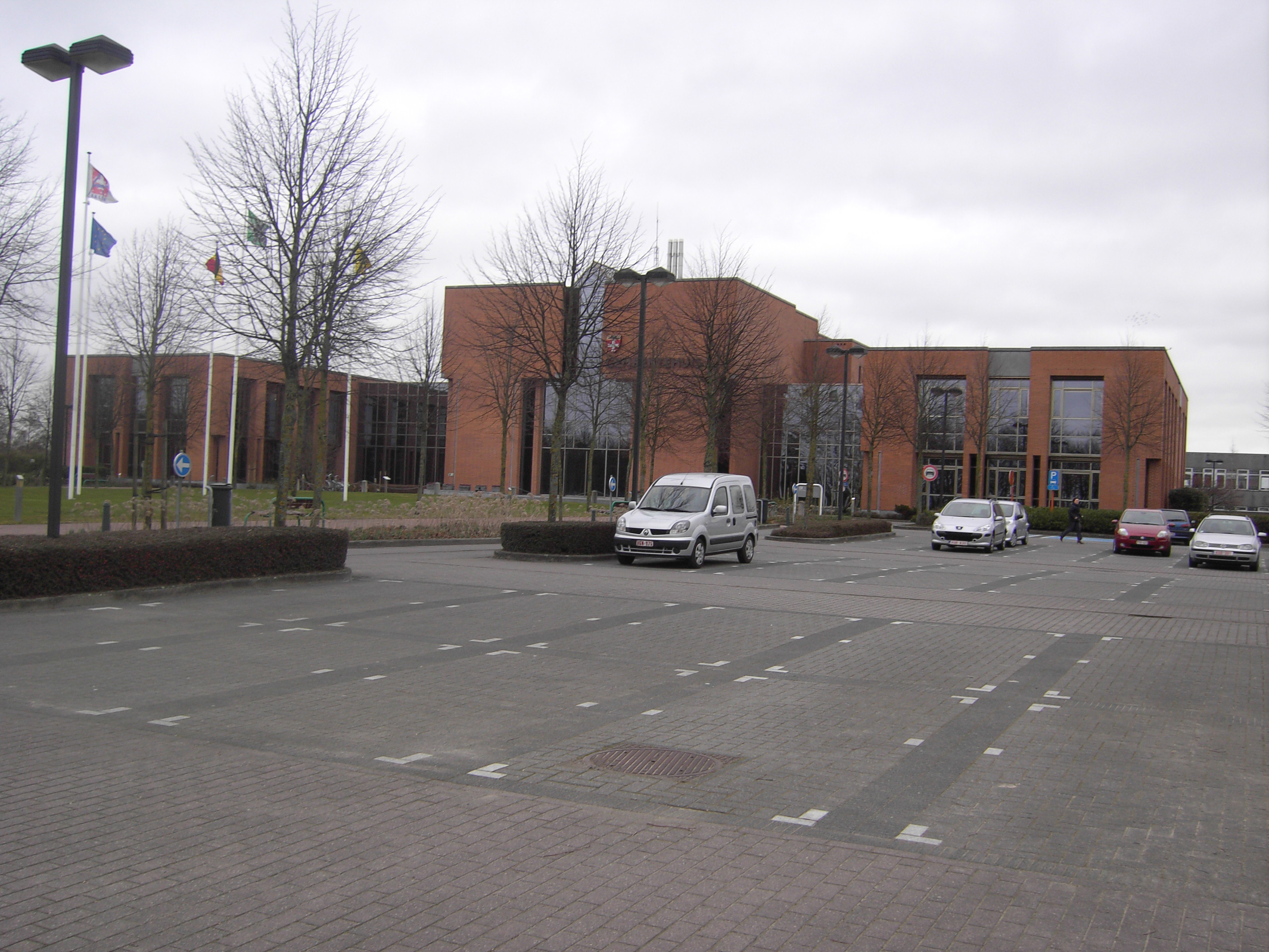
Gemeindehaus von Aalter

Aalter hat Anschluss zur A10 (E40), zum Kanal Gent – Brügge und zur Eisenbahnlinie 50A (Ostende – Brüssel). Der IC Ostende – Antwerpen hält in Aalter, wie auch die RB Brügge – Gent. Auf der Höhe von Aalter schließt die N44, die die A10 mit der N49 verbindet, an die A10 an. 2007 bis 2008 wurde unter der N44 bei Aalter ein Tunnel angelegt.

## Persönlichkeiten
- Robert de Kerchove (1847–1942), Benediktiner, Abt von Maredsous
- Pieter De Crem (* 1962), Politiker
- Jan De Crem, Politiker
- Flor Grammens, Politiker und Sprachaktivist
- August Meiresonne, Bierbrauer und Bürgermeister
- Jef Tavernier, Politiker
- Wendy Van Wanten, Sängerin
- Gertjan De Mets (* 1987), Fußballspieler bei KV Kortrijk (seit Saison 2010/11)
- Kenny Belaey, vielfacher Weltmeister im Biketrial

## Trivia
- 1974 feierte Aalter sein tausendjähriges Bestehen.
- Das Rathaus wird spottend nach Bauherr und Bürgermeister Pieter De Crem das „Cremlin“ genannt.
- Aalter hat den einzigen Fanclub von Carlos Sastre: Die Amigos Carlos Sastre.

## Partnerschaften
Aalter pflegt Partnerschaften mit den Städten Rotenburg (Wümme) in Niedersachsen in Deutschland (seit 1974) und mit La Creuse in Frankreich (seit 1979).